# Dicranomyia (Neoglochina) fumosa
Dicranomyia (Neoglochina) fumosa is een tweevleugelige uit de familie steltmuggen (Limoniidae). De soort komt voor in het Neotropisch gebied.